# Las Navas de Jadraque
Las Navas de Jadraque és un municipi de la província de Guadalajara, a la comunitat autònoma de Castella-La Manxa.

## Demografia
| 1991 | 1996 | 2001 | 2004 |
| ---- | ---- | ---- | ---- |
| 26   | 22   | 34   | 33   |